# Piotr Demkowski
Piotr Demkowski (ur. 26 stycznia 1895 w Gorbaczowej, zm. 18 lipca 1931 w Warszawie) – major dyplomowany piechoty Wojska Polskiego, uczestnik wojny z bolszewikami. W 1931 podjął działania szpiegowskie na rzecz ZSRR, za co został  skazany na karę śmierci, zdegradowany i stracony.

## Życiorys
W lutym 1916 zgłosił się ochotniczo do 116 Batalionu Zapasowego. Od maja do sierpnia tego roku był słuchaczem Szkoły Przygotowania Chorążych Piechoty w Tyflisie. W szeregach 22 batalionu marszowego skierowany został na front austriacki. Tam we wrześniu wcielony został do 47 pułku piechoty. Od czerwca do października 1917 przebywał we Francji, gdzie ukończył kurs gazowy oraz odbył staż na froncie, w trakcie którego poznał taktykę użycia broni chemicznej. Po powrocie do Rosji przydzielony został do 8 Armii.
W 1918 wstąpił do 4 Dywizji Strzelców Polskich gen. mjr Lucjana Żeligowskiego i przydzielony został do 14 pułku strzelców polskich, a następnie do 30 pułku Strzelców Kaniowskich.
W grudniu 1919, po powrocie z urlopu, objął stanowisko oficera gazowego w Dowództwie 4 Dywizji Piechoty. Wziął udział w wojnie z bolszewikami. Wiosną 1920 przeniesiony został do dowództwa 7 Armii również na stanowisko oficera gazowego, a w lipcu tego roku do Sztabu 4 Armii. Kolejnym przydziałem służbowym było stanowisko oficera operacyjnego w Dowództwie 15 Wielkopolskiej Dywizji Piechoty.
Od grudnia 1920 do kwietnia 1921 był słuchaczem kursu dowódców batalionów w Rembertowie. Po ukończeniu kursu objął dowództwo II batalionu 60 pułku Piechoty Wielkopolskiej detaszowanego w Pleszewie. 28 listopada 1921 roku został formalnie przyjęty do Wojska Polskiego, w stopniu porucznika, w „grupie oficerów byłych Korpusów Wschodnich i byłej armii rosyjskiej”, z zaliczeniem do Rezerwy armii i równoczesnym powołaniem do służby czynnej. Następnie pełnił służbę w 59 pułku piechoty w Inowrocławiu. 3 maja 1922 roku zweryfikowany został w stopniu kapitana ze starszeństwem z dniem 1 czerwca 1919 roku i 1792. lokatą w korpusie oficerów piechoty. W marcu 1924 został przydzielony do 15 Dywizji Piechoty w Bydgoszczy na stanowisko II oficera sztabu. Z dniem 20 lipca 1925 roku został przydzielony do macierzystego 59 pułku piechoty z jednoczesnym przeniesieniem służbowym na okres trzech miesięcy do 4 pułku artylerii polowej w celu zapoznania się z organizacją, uzbrojeniem i regulaminami artylerii. 1 listopada 1925 roku został powołany do Wyższej Szkoły Wojennej w Warszawie, w charakterze słuchacza Kursu 1925–1927. Z dniem 29 października 1927 roku, po ukończeniu kursu i uzyskaniu dyplomu naukowego oficera Sztabu Generalnego, przydzielony został do Dowództwa Okręgu Korpusu Nr I w Warszawie na stanowisko referenta w Referacie Mobilizacyjnym. W następnym roku został kierownikiem tej komórki organizacyjnej, a później szefem Oddziału Ogólnego Sztabu. Z dniem 1 listopada 1930 przeniesiony został z DOK I do Wydziału Etapowego Oddziału IV Sztabu Głównego w Warszawie. 2 grudnia 1930 roku został mianowany majorem ze starszeństwem z dniem 1 stycznia 1931 roku i 63. lokatą w korpusie oficerów piechoty.
Wiosną 1931 nawiązał kontakt z mjr. Wasylem Bogowojem (Василий Григорьевич Боговой), pomocnikiem attaché wojskowego przy Poselstwie ZSRR w Polsce. W trakcie tego spotkania miał się zadeklarować jako komunista i wyrazić zgodę na współpracę z rosyjskim wywiadem. Inwigilacja śledcza jego osoby została podjęta wstępnie w wyniku przekazania informacji przez funkcjonariuszy Policji Państwowej, którzy widywali go w okolicy siedzib obcych poselstw w Warszawie i dokonali wylegitymowania go, a Demkowski przedstawił się pod fałszywą tożsamością jako oficer SG, co skutkowało dalszym dochodzeniem. 1 czerwca 1931, po spotkaniu z rosyjskim dyplomatą Griebienszczykowem, został zidentyfikowany przez agenta polskiego kontrwywiadu o ps. „Grabczyk”. Dwa dni później, gen. dyw. Tadeusz Piskor, ówczesny szef Sztabu Generalnego wyraził zgodę na jego inwigilację. W sobotę 11 lipca 1931 około godz. 20.00 na ulicy Polnej w Warszawie został zatrzymany przez wywiadowców Samodzielnego Referatu Informacyjnego DOK I, w trakcie przekazywania majorowi Bogowojowi trzynastu dokumentów zawierających informacje stanowiące tajemnicę państwową.

## Proces i śmierć
W czwartek 16 lipca 1931 gen. dyw. Tadeusz Piskor zadecydował o rozpoznaniu sprawy przez sąd w trybie doraźnym. Akt oskarżenia wniósł prokurator Konrad Zieliński.
Proces rozpoczął się w piątek 17 lipca 1931 przed Wojskowym Sądem Okręgowym nr I w Warszawie pod przewodnictwem ppłk. KS Teofila Marescha (w składzie sędziowskim był też m.in. późniejszy generał Antoni Durski-Trzaska). Obrońcą oskarżonego z urzędu był kpt Kazimierz Sarnicki; wybrany przez Demkowskiego adwokat Wacław Brokman odmówił obrony. Przed sądem Demkowski miał określić siebie jako ideowego komunistę, co w opinii obserwatorów uznano wówczas za niegodne wiary, jako że panowało powszechne przekonanie, iż jego działania szpiegowskie miały wynikać z chęci zysku. Ponadto, Demkowski prosił o asystę księdza i wyspowiadał się kapelanowi Cytadeli ks. Ugniewskiemu.
Proces zakończył się po jednej rozprawie. Wyrok ogłoszony został w sobotę 18 lipca 1931 o godzinie 17. Sąd skazał majora Piotra Demkowskiego za szpiegostwo przeciw Państwu na karę śmierci przez rozstrzelanie oraz orzekł względem niego degradację, wydalenie z wojska i pozbawienie praw publicznych. Prezydent RP Ignacy Mościcki nie skorzystał z prawa łaski. Wyrok wykonany został jeszcze tego samego dnia, tj. 18 lipca 1931 o godz. 19.25 za murami Cytadeli.
Proces przed warszawskim WSO przy ul. Dzikiej stał się obiektem sporego zainteresowania opinii publicznej.
Wasyl Bogowoj dosłużył się w Armii Czerwonej rangi kombriga. 26 października 1937 został rozstrzelany w ramach czystek stalinowskich.

## Życie prywatne
Demkowski posługiwał się językiem polskim z silnym akcentem rosyjskim. Miał opinię oficera energicznego i pracowitego, zaś prywatnie był skryty, tajemniczy i nieskory do zażyłych znajomości.
W maju 1917 zawarł związek małżeński z Rosjanką, Walentyną Miedwiediew, aktorką, z którą miał dwie córki: Ariadnę i Zofię. 
Po aresztowaniu Demkowskiego jego żona wystosowała list otwarty do agencji „Iskra”, w którym w świetle postawionych mężowi zarzutów wyrzekła się jego osoby i zapowiedziała zamiar powrotu do swojego nazwiska panieńskiego w razie ich potwierdzenia.

## Odznaczenia
- Krzyż Walecznych trzykrotnie (po raz pierwszy w 1921[15])
- Srebrny Krzyż Zasługi – 17 marca 1930 „za zasługi na polu organizacji i administracji wojska”[16]
- Medal Zwycięstwa